# Santa María (Chile)
Santa María es una comuna y ciudad perteneciente a la Provincia de San Felipe de Aconcagua en la Región de Valparaíso, en la zona central de Chile. Su cabecera es la ciudad de Santa María, situada a 7 km al oriente de San Felipe.

## Historia
El nombre de Santa María, aparece como referencia primero como calle y luego como villorrio. El 21 de julio de 1854 se creó la subdelegación de Santa María, como 7ª de San Felipe junto con la 8.ª de Santa Filomena de Jahuel, 9.ª de San Fernando y 10.ª de San Nicolás (actual Placilla).

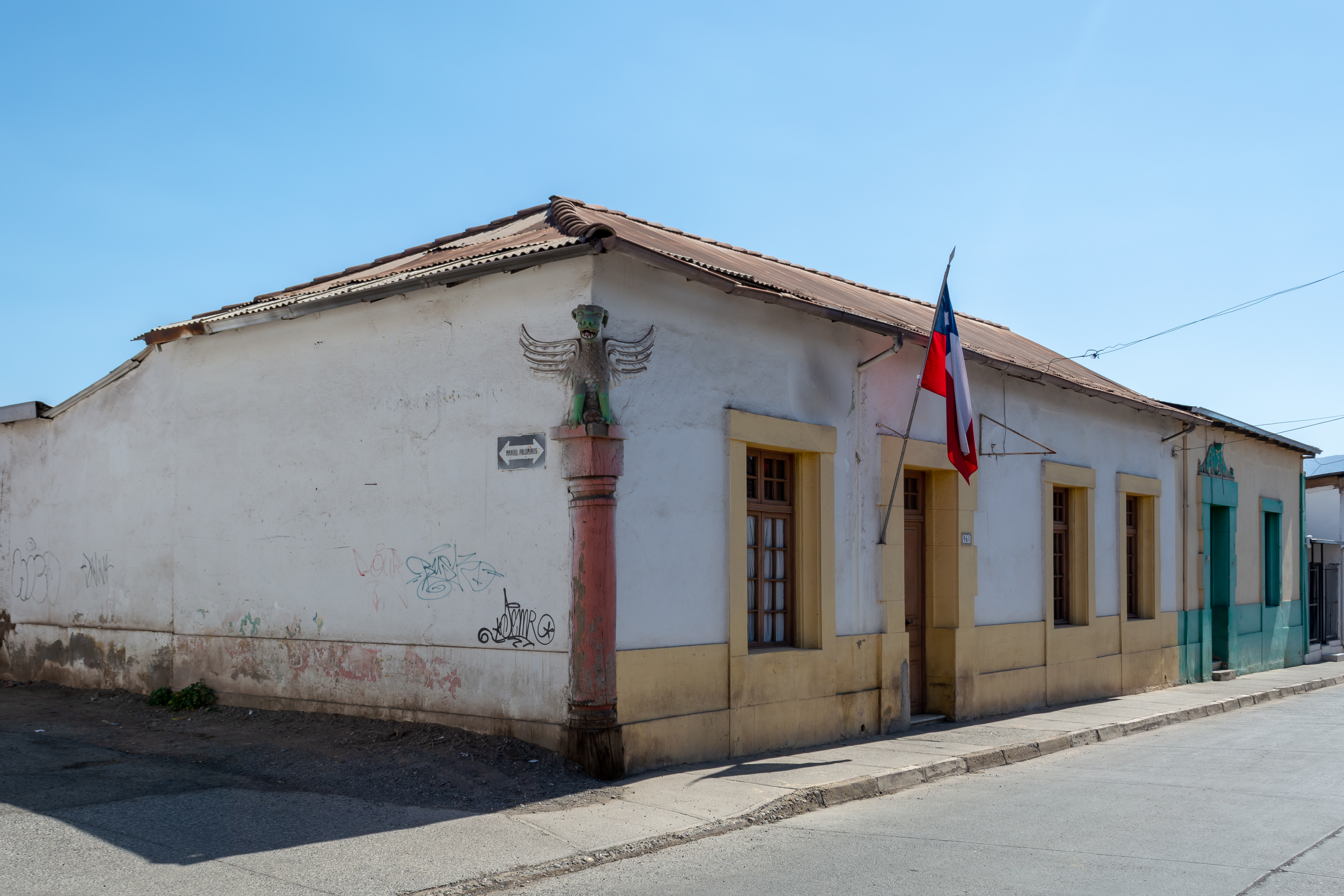
Casa Almirante Latorre 961.

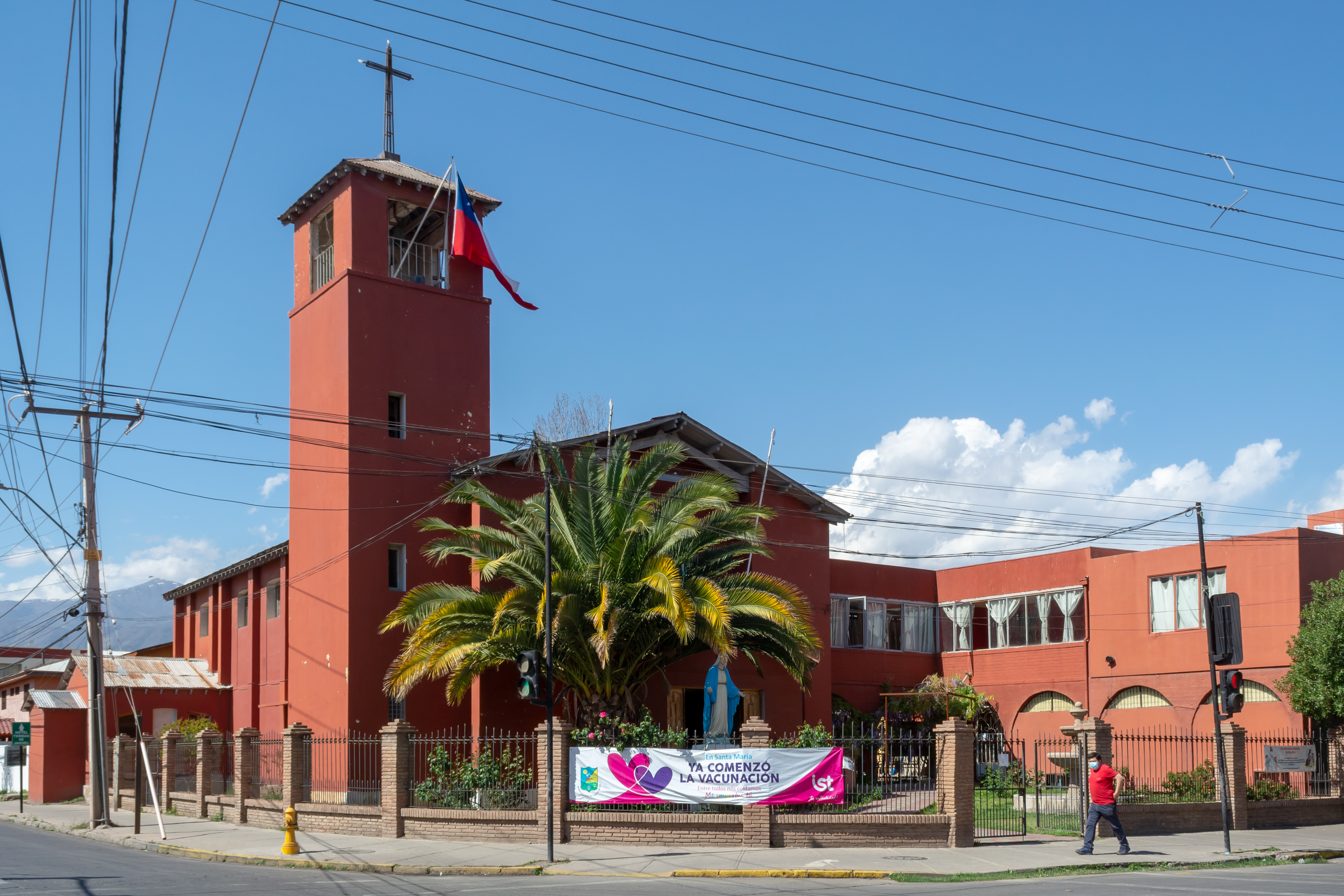
Iglesia de la Inmaculada Concepción.

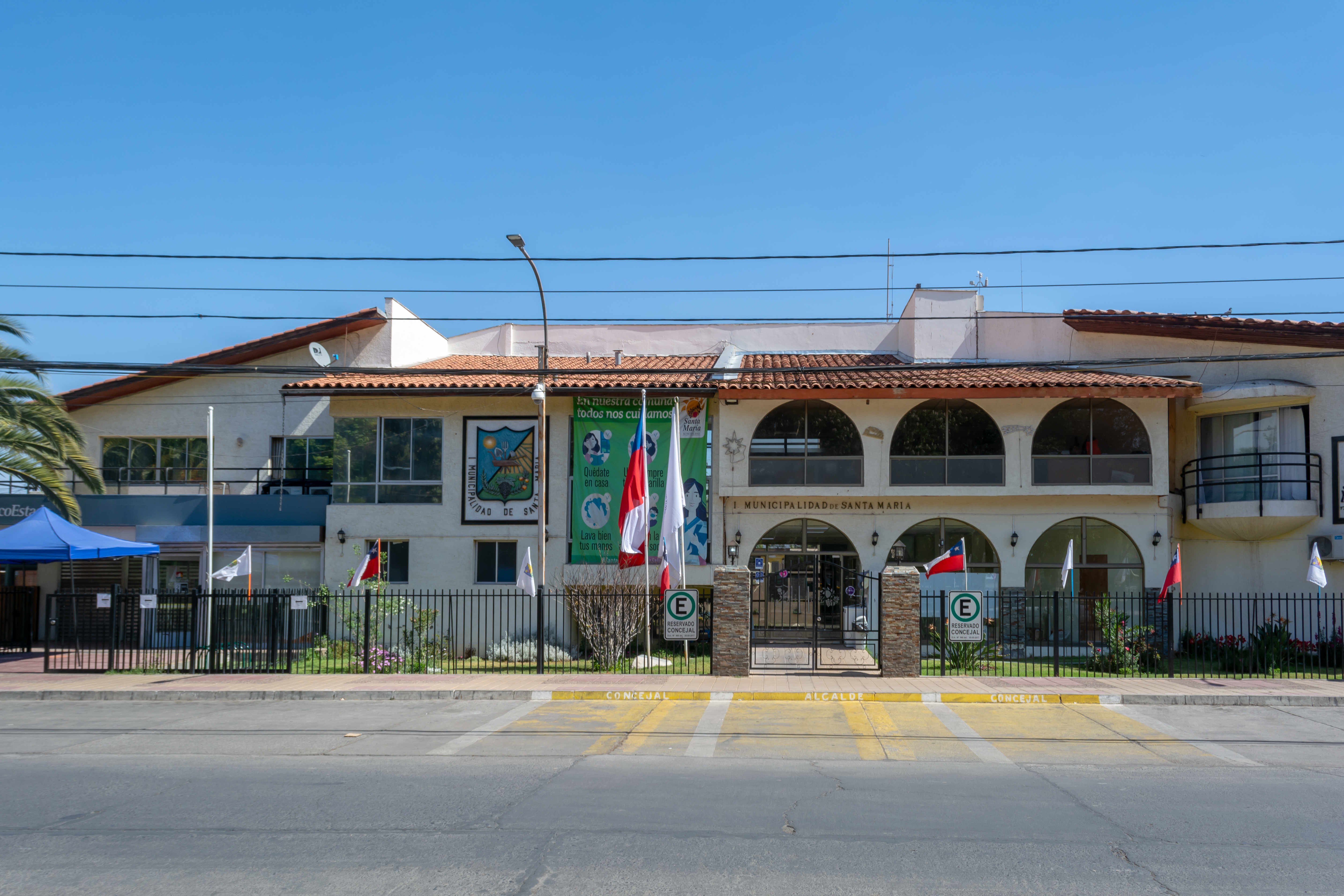
Ilustre Municipalidad de Santa María.

Santa María nació del antiguo distrito de Las Juntas o Lo del Cura, el que se dividió mediante decreto ley del año 1881, en el sector que hoy ocupan las comunas de San Esteban y Santa María.
Francisco Astaburoaga en 1899 en su Diccionario Geográfico de la República de Chile: 745  se refiere a Santa María como una 'adea':

Santa María.-—Aldea del departamento de San Felipe situada á nueve kilómetros al E. de la ciudad capital y poco más de cinco al N. de la ribera derecha del río Aconcagua, vecina al O. deja al caserío del Almendral. Forma principalmente una prolongada calle limitada al E. por el pequeño cerro de Herrera, rodeada de huertas y terrazgos cultivados y contiene una pequeña iglesia, dos escuelas públicas, estafeta y algunos puestos de comercio. Se hizo notable por haberse presentado allí el 26 de diciembre de 1886 el primer caso de cólera morbo en Chile.

Administrativamente la comuna de Santa María, fue creada como tal el 22 de diciembre de 1891, siendo presidente de la República el Vicealmirante Jorge Montt Álvarez y dentro de lo que fue la creación por ley de numerosas comunas en el país.
No obstante, en el 1927 se dictaron decretos que dieron una nueva división administrativa al país, a través de los cuales se suprimió la comuna de Santa María y se anexó su territorio nuevamente a San Felipe. Esta decisión fue finalmente revertida en el gobierno del presidente Alessandri Palma, cuando dictó en 1936 una ley que restableció la comuna.
El geógrafo chileno Luis Risopatrón lo describe como una ‘aldea’ en su libro Diccionario Jeográfico de Chile en el año 1924:: 826 

Santa María (Villa) 32° 42' 70° 38' Es formada principalmente en una prolongada calle, está rodeada de huertas i terrazgos cultivados, cuenta con servicio de correos, telégrafos i escuelas públicas i se encuentra en la banda N del rio Aconcagua, a unos 9 kilómetros hacia el E de la ciudad de San Felipe; se l e concedió el título de villa por decreto de 15 de mayo de 1895.

En esta comuna en 1886 se detectó el primer foco contagioso de una fuerte epidemia de cólera que azotó a la zona central, cuyos probables causantes fueron unos arrieros argentinos y que se extendió a todas las localidades del valle. Desde Santa María se propagó al resto de la zona central, hubo cordones sanitarios para impedir su propagación y mucha gente murió ese año.
Tras el terremoto de 1965 en Santa María surgen las primeras poblaciones como la Roberto Huerta, Santa María, Villa España y El Llano (en Santa Filomena), también se construyen varias escuelas.
En la comuna, algunos predios agrícolas fueron incorporados al proceso de Reforma Agraria, con la denominación de asentamientos; éstos fueron El Maitén, en el distrito de San José y El Llano, en el distrito de San Fernando.
En este período nacieron muchas organizaciones sociales, sobre todo campesinas, en cuyo contexto se produjeron algunas movilizaciones nunca antes registradas en la zona, como tomas de terrenos, pero esto último no fue generalizado en la comuna, aunque sí en las áreas vecinas. En el año 1971 la comunidad de San Fernando tomó posesión de un terreno que era propiedad de la familia Espínola, iniciando la construcción de la actual escuela del sector.
Además de organizaciones campesinas, proliferaron los sindicatos, las juntas de vecinos, los centros de madres, los centros juveniles, los clubes deportivos y los comités de vivienda.

## Medio ambiente

### Geomorfología y componentes abióticos

Trazado simplificado de los ecosistemas y cuerpos de agua presentes en la comuna de Santa María.

La comuna de Santa María se encuentra emplazada en las unidades geomorfológicas de Cuencas transicionales semiáridas y Cordillera andina de retención crionival; y presenta según la clasificación climática de Köppen clima mediterráneo de lluvia invernal (Csb), clima mediterráneo de lluvia invernal de altura (Csb (h)) y clima semiárido de lluvia invernal (BSk (s)). El 26 de enero de 2019, la temperatura máxima diaria histórica de 42.5 °C fue registrada en Santa María.
La comuna se halla en la cuenca hidrográfica de río Aconcagua. Además, la comuna posee diversos cuerpos de agua, entre los que se destacan la laguna del Copín.

### Componentes bióticos
Dentro del territorio de la comuna se pueden hallar los siguientes ecosistemas:
- Bosque esclerófilo mediterráneo andino donde predominan Kageneckia angustifolia y Guindilia trinervis (Vulnerable)
- Bosque espinoso mediterráneo interior donde predominan Acacia caven y Prosopis chilensis (Vulnerable)
- Matorral bajo mediterráneo andino donde predominan Chuquiraga oppositifolia y Nardophyllum lanatum (Preocupación menor)
- Matorral bajo mediterráneo andino donde predominan Laretia acaulis y Berberis empetrifolia (Preocupación menor)
- Matorral espinoso mediterráneo interior donde predominan Trevoa quinquinervia y Colliguaja odorifera (Preocupación menor)

### Medidas de protección ambiental y conflictos socioambientales
Hasta 2022, la comuna de Santa María cuenta con las siguientes zonas que poseen algún nivel de protección ambiental:
- Altos de Ahumada (Sitios ERB)[13]
- Estero Zaino - Laguna El Copín (Sitios ERB)[14]
- río Aconcagua (Sitios ERB)[15]
- Santuario de la Naturaleza El Zaino - Laguna El Copín (Santuario de la Naturaleza)[16]
- Zona Media Superior Aconcagua (Sitios ERB)[17]

## Demografía

### Localidades
La comuna de Santa Maria tiene un territorio pequeño de alrededor de 166,30 km², pero está dividido en diferentes sectores como son: El Zaino, Tabolango, Jahuelito, Jahuel, Santa Filomena, Lo Galdames, La Higuera, Las Cabras, San José, Centro, San Fernando, Calle el Medio, Placilla, El Llano, El Pino, Las Cadenas, Calle piedra del león Uribe, entre otros.

## Administración

### Municipalidad
La Municipalidad de Santa María para el periodo 2024-2028 es dirigida por el alcalde Claudio Patricio Zurita Ibarra  IND ( PPD ) - Contigo Chile Mejor y el concejo municipal conformado por los concejales:
- Edison Danilo Arancibia Brante (RN)
- Marisol Ponce Cisterna ( UDI )
- Miguel Muñoz Soto Independiente ( UDI )
- Abel Augusto Valdivia Rozas (IND - Unidos Por la Dignidad)
- María Cristina Meza Espinoza (PPD)
- José Grbic Bernal (RN)

### Representación parlamentaria
Santa María forma parte de la Circunscripción Senatorial VI y del Distrito Electoral 6. Es representada en la Cámara de Diputados del Congreso Nacional por los siguientes diputados:
- Camila Alejandra Flores Oporto (Renovación Nacional)
- Andrés Longton Herrera (Renovación Nacional)
- Gaspar Alberto Rivas Sánchez (Partido de la Gente)
- Carolina Marzán Pinto (Partido Por la Democracia)
- Nelson Venegas Salazar (Partido Socialista de Chile)
- Chiara Barchiesi Chávez (Partido Republicano de Chile)
- Diego Eduardo Ibáñez Cotroneo (Convergencia Social)
- María Francisca Bello Campos (Convergencia Social)

En el Senado, la representan:
- Kenneth Pugh Olavarría (IND - RN)
- Francisco Chahuán Chahuán (RN)
- Ricardo Lagos Weber (PPD)
- Isabel Allende Bussi (PS)
- Juan Ignacio Latorre Riveros (RD)

## Economía
En 2018, la cantidad de empresas registradas en Santa María fue de 297. El Índice de Complejidad Económica (ECI) en el mismo año fue de -0,66, mientras que las actividades económicas con mayor índice de Ventaja Comparativa Revelada (RCA) fueron Cosecha, Poda, Amarre y Labores de Adecuación de Plantas (59,94), Cultivo de Uva de Mesa (56,29) y Comercio al por Menor de Armerías, Artículos de Caza y Pesca (38,98).
La agricultura ha sido la principal y más tradicional actividad económica en la comuna. Desde la década de 1920 el cultivo principal de Santa María eran las viñas, destinadas a la producción de vino, chicha y aguardiente. La siembra de mayor importancia por la generación de empleos y expectativas económicas era el cáñamo.
En el sector de Jahuel se cultivaba y se sigue cultivando aceitunas, incluso durante muchos años se preparaba aceite de oliva.

## Cultura
Desde 2006, la comuna de Santa María celebra anualmente el Festival de Cine y Muestra de Santa María. Este evento fue una iniciativa de un grupo de gestores culturales locales con el objetivo de acercar el cine a los habitantes de la zona cordillerana de la Región de Valparaíso. Hasta la fecha se han realizado ocho ediciones del festival, y la novena versión tuvo lugar en el Cine Teatro Municipal entre el 22 y el 25 de octubre de 2014.
En 2014, el festival incluyó por primera vez una sección competitiva, que se centró en trabajos documentales nacionales sobre temas sociales. Este cambio tuvo como objetivo ampliar el espacio para realizadores y artistas, promoviendo el cine social en el Valle del Aconcagua. Los documentales seleccionados incluyeron "El gran circo pobre de Timoteo" de Lorena Giachino, "Las cruces de Quillagua" de Jorge Marzuca, y "Territorio sagrado, por la defensa de Kintuante" de Carlos y Lester Rojas. 
Otra iniciativa cultural importante en la comuna es la Orquesta Juvenil de Santa María, creada en 2010 y parte de la Fundación de Orquestas Juveniles (FOJI). La orquesta ha realizado presentaciones en diversas regiones del país, incluyendo una gira por Punta Arenas, Puerto Natales y Torres del Paine (2014), y ha participado en encuentros nacionales y regionales de orquestas juveniles.

## Lugares de interés
Santa María cuenta con una variedad de lugares turísticos destacados. Uno de ellos es el Hotel Termas de Jahuel, un establecimiento de cinco estrellas que ofrece hospedaje y servicios en la zona. 
El Sendero de Chile atraviesa la comuna, con un tramo de aproximadamente 7 km que conecta Santa María con Putaendo y San Esteban. En el límite con Putaendo, se encuentra la Aguada de La Higuera, una vertiente natural que contiene vestigios del puesto inca Tambo del Tigre.
Entre los atractivos naturales destaca la Laguna El Copín, ubicada en la precordillera, detrás del cerro Orolonco. Esta laguna se alimenta de la lluvia y las nevadas, y su entorno es hogar de flora y fauna únicas.
La Plaza de Armas de la comuna, de estilo colonial, fue restaurada como parte del Programa de Rehabilitación de Espacios Públicos del Ministerio de Vivienda y Urbanismo. Cerca de la plaza se encuentra la Parroquia Inmaculada Concepción, construida a principios del siglo XX, y la Gruta de la Inmaculada Concepción en el cerro San José.
Otros lugares de interés incluyen el Castillo Miravalle, que fue destruido en un incendio en 2011, y la Piscina Municipal, que es un popular atractivo en verano. Además, la comuna alberga sitios arqueológicos como el Pukara Piedras Sonadoras, una fortaleza preincaica, y lugares de observación de flora y fauna como El Zaino, Jahuel y la Laguna El Copín.